# Suítes para Violoncelo

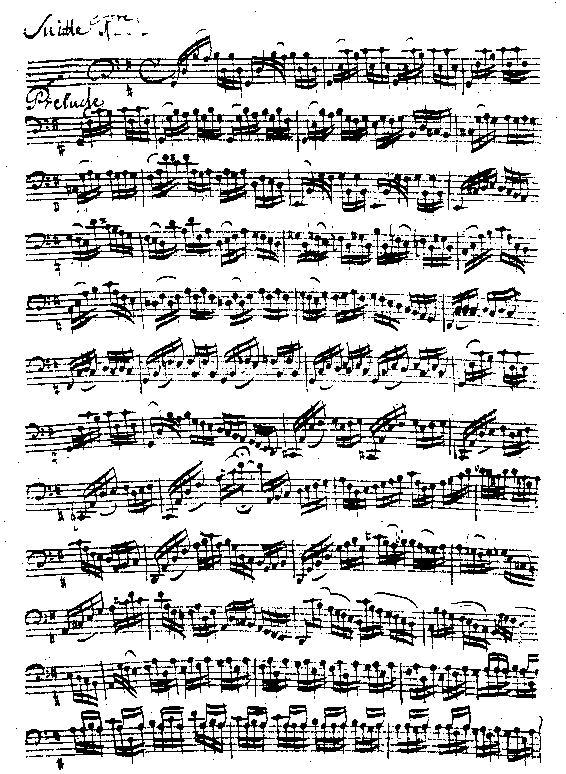
Primeira página do manuscrito de Anna Magdalena Bach da suíte para violoncelo solo n.º 1 em sol maior BWV 1007.

As Seis Suítes para Violoncelo Solo por Johann Sebastian Bach são uma das composições a solo mais frequentemente tocadas e reconhecidas para violoncelo. Foram mais provavelmente compostas durante o período de 1717-1723, quando Bach serviu como Kapellmeister em Köthen.
As suítes foram transcritas para numerosos instrumentos, incluindo violino, viola, contrabaixo, viola da gamba, bandolim, piano, marimba, guitarra clássica, baixo eléctrico, saxofone, clarinete, trompete, tuba, entre outros.

## As suítes
As suítes possuem seis movimentos cada uma e seguem a seguinte estrutura e ordem de movimentos.
1. Prelúdio
2. Allemande
3. Courante
4. Sarabanda
5. Galanteries – (Minuets para as suítes 1 e 2, Bourrées para as 3 e 4, Gavottes para as 5 e 6)
6. Gigue